# پستیا
پستیا یک سرده از گیاهان آبزی از خانواده آروم، گل‌شیپوریان است. این تنها جنس در گروه Pistieae است که نشان دهنده انزوای سیستماتیک آن در خانواده است. گونه منفرد آن، پستیا استراتیوتس، بیشتر کلم آبی، کاهوی آبی، کلم نیل، یا گل صدفی نامیده می‌شود. توزیع بومی آن نامشخص است اما احتمالاً پانتروپیکال است. اولین بار از رود نیل در نزدیکی دریاچه ویکتوریا در آفریقا کشف شد. در حال حاضر، یا به‌طور طبیعی یا از روش معرفی انسان، تقریباً در تمام آبراه‌های شیرین گرمسیری و نیمه گرمسیری وجود دارد و یک گونه مهاجم و همچنین زیستگاه گسترش و پرورش پشه محسوب می‌شود. نام جنس از کلمه یونانی πιστός (پیستوس) به معنای «آب» گرفته شده‌است و به طبیعت آبی گیاهان اشاره دارد. لقب خاص نیز از یک کلمه یونانی به نام στρατιώτης به معنای «سرباز» گرفته شده‌است که به برگ‌های شمشیری شکل برخی از گیاهان در جنس استراتیوتس اشاره دارد.

## شرح

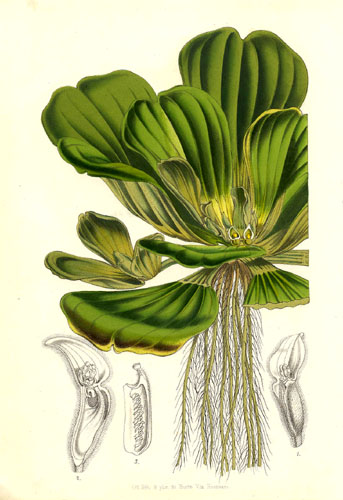
تصویر قرن ۱۹ از چینه‌های پستیا

پستیا استراتیوتس یک تک لپه ای پایا با برگ‌های ضخیم و نرم است که به شکل گل رز است. روی سطح آب شناور است و ریشه‌هایش زیر برگ‌های شناور آویزان است. طول برگ‌ها ۲ تا ۱۵ سانتی‌متر است و به رنگ سبز روشن، با رگه‌های موازی و حاشیه‌های مواج است. سطح برگ‌ها پوشیده از کرک‌های کوتاه و سفید است که ساختارهای سبد مانندی را تشکیل می‌دهند که می‌توانند حباب‌های هوا را به دام بیاندازند و شناوری گیاه را افزایش دهند. پارانشیم اسفنجی با فضاهای بین سلولی بزرگ در برگ‌ها نیز به شناور شدن گیاه کمک می‌کند. گلها دوپایه بوده و بدون گلبرگ هستند و در وسط گیاه در میان برگها پنهان شده‌اند. پستیا استراتیوتس دارای گل آذین اسپادیکس است که شامل یک گل مادگی با یک تخمدان و ۲ تا ۸ گل ورقه ای با دو پرچم است. گل‌های مادگی و برچه‌ای با چین‌هایی در اسپات جدا می‌شوند، جایی که گل‌های نر بالای گل‌های ماده قرار دارند. توت‌های بیضی شکل و سبز با دانه‌های تخم مرغی پس از لقاح موفق تشکیل می‌شوند. این گیاه با تکثیر از روش استولون‌ها تحت تکثیر غیرجنسی قرار می‌گیرد، اما شواهدی از تولید مثل جنسی در حوضچه‌های جنوب برزیل نیز مشاهده شده‌است.
چینه‌های پستیا در رودخانه‌ها، دریاچه‌ها و برکه‌های با حرکت آهسته یافت می‌شوند. این گونه رشد مطلوبی را در محدوده دمایی ۲۲ تا ۳۰ درجه سانتی گراد نشان می‌دهد، اما می‌تواند دمای شدید تا ۳۵ درجه سانتی گراد را تحمل کند در نتیجه، چینه‌های پستیا در دماهای سردتر، فراتر از مناطق استوایی سرطان و برج جدی رشد نمی‌کنند. این گونه همچنین به آب کمی اسیدی در محدوده pH 6.5 - 7.2 برای رشد مطلوب نیاز دارد.

## تهاجم
کاهو آبی یکی از پربارترین با گسترش فراوان گیاهان آبزی آب شیرین جهان است و از گونه‌های مهاجم گیاهان به‌شمار می‌رود. این گونه گیاهی را می‌توان با پراکندگی آب، تکه‌تکه شدن، و سواری با وسایل حمل و نقل دریایی یا ماهیگیری به مناطق جدید معرفی کرد. تهاجم چینه‌های پستیا به اکوسیستم می‌تواند منجر به پیامدهای زیست‌محیطی و اجتماعی-اقتصادی برای جامعه‌ای شود که در خدمت آن است. در آب‌هایی با محتوای مواد مغذی بالا، به‌ویژه آن‌هایی که با بارگیری انسان از فاضلاب یا کود آلوده شده‌اند، کاهو آب می‌تواند رشد بیش از حد علف‌های هرز را نشان دهد. همچنین ممکن است در سیستم‌های هیدرولوژیکی تغییر یافته مانند کانال‌های کنترل سیل و مخازن تهاجمی شود. رشد بیش از حد شدید کاهو آب می‌تواند تبادل گاز در آب‌های سطحی را مسدود کند و شرایط هیپوکسیک ایجاد کند و موجودات گوناگون دریایی بومی را از بین ببرد یا مختل کند. مسدود کردن دسترسی به نور خورشید، پوشش‌های بزرگ کاهو آب می‌تواند گیاهان بومی غوطه ور را تحت الشعاع قرار دهد و جوامع متکی به این گیاهان بومی را به عنوان منبع غذا تغییر دهد. رشد این تشک‌ها همچنین می‌تواند در پروانه‌های قایق پیچیده شود و چالش‌هایی را برای قایق‌ران یا ماهیگیران تفریحی ایجاد کند.
چینه پستیا در چرخه زندگی برخی از حشرات ناقل برای مالاریا و فیلاریازیس مشخص می‌شود. پشه‌های جنس مانسونیا می‌توانند زیر برگ‌های گیاهان آبزی مانند پستیا استراتیوتس تخم بگذارند. بیست و چهار ساعت بعد، لاروهای در حال ظهور با استفاده از لوله سیفون آن برای تنفس به ریشه گیاه می‌چسبند. در زمان یک هفته، لاروها می‌توانند به پشه‌های بالغ تبدیل شوند و پستیا استراتیوتس را به مکان بالقوه‌ای برای ناقلان بیماری‌های عفونی تبدیل کنند. پروانه Samea multiplicalis نیز از پستیا استراتیوتس به عنوان گیاه میزبان اولیه خود استفاده می‌کند. تخم‌ها در میان برگ‌ها و ساقه‌های گیاه میزبان گذاشته می‌شوند و لاروها از تخم بیرون می‌آیند و در حین رشد به شدت تغذیه می‌کنند.

### کنترل
1. کنترل شیمیایی: علف‌کش‌ها در کنترل چینه‌های پستیا مؤثر بوده‌اند: دیکوات، گلیفوسیت، تربوترین، ۲،4-D و بسیاری دیگر.[۱۹] با این حال، استفاده از علف کش‌ها باید به‌طور انتقادی ارزیابی شود تا از اثرات منفی زیست‌محیطی و اثرات سمی احتمالی بر زندگی دریایی و سلامت انسان جلوگیری شود.[۲۰]
2. کنترل فیزیکی: استراتیوت پسته را می‌توان با دروگرهای مکانیکی کنترل کرد که کاهو آب را از آبهای آلوده خارج کرده و به خشکی انتقال می‌دهد.[۲۱] آلودگی‌های بزرگتر را می‌توان با کمک بیل مکانیکی و تراکتورهای هیدرولیک از بین برد. برای جلوگیری از رشد مجدد کلنی‌های پیستیا استراتیوتس، باید برنامه نگهداری بلندمدت اجرا شود.
3. کنترل بیولوژیکی: دو گونه از حشرات نیز به عنوان کنترل بیولوژیکی مورد استفاده قرار می‌گیرند. بالغین و لاروهای سرخرطومی آمریکای جنوبی Neohydronomous affinis از برگ‌های Pistia تغذیه می‌کنند، مانند لارو پروانه Spodoptera pectinicornis از تایلند.[۲۲][۲۳] هر دو ابزار مفیدی در مدیریت چینه‌های پستیا از روش بازیابی تجربی جوامع کفزی با شرایط هیپوکسیک هستند.[۲۴]

## محدوده بومی
مرکز منشأ چینه‌های پستیا نامشخص است. با این حال، تصور می‌شود که این گیاه بومی آمریکای جنوبی یا آفریقا باشد. این گیاه که در هیروگلیف مصری توصیف شده و توسط گیاه شناسان یونانی، دیوسکوریدس و تئوفراستوس، در رودخانه نیل گزارش شده‌است، منشأ آفریقایی دارد. علاوه بر این، تکامل مشترک چینه‌های پستیا با حشرات گوناگون بومی برزیل و آرژانتین، مانند  کاهوی آبی سرخرطومی، منشأ آمریکای جنوبی را پیشنهاد می‌کند. این یک گیاه آبزی رایج در جنوب شرقی ایالات متحده، به ویژه در فلوریدا است. یک استدلال جدیدتر برای تولد تولد در فلوریدا اشاره می‌کند که توسط گیاه‌شناس، ویلیام بارترام، در حوضه رودخانه سنت جانز در سال ۱۷۶۵ ثبت شده‌است، و نمونه‌های فسیلی که قدمت آنها به اواخر پلیستوسن (~ ۱۲۰۰۰ پ .) دوره از فلوریدا گزارش شده‌است. با این حال، منطق ولادت جنوب شرقی آمریکای شمالی بحث‌برانگیز است زیرا گیاه‌شناسان مخالف ادعا می‌کنند که اسپانیایی‌ها ممکن است به‌طور غیرمستقیم از بالاست کشتی خود به داخل این گیاه وارد حوضه‌های فلوریدا کرده باشند.

## سابقه فسیلی
گیاهان شبه پیستیا در آثار فسیلی در دوران کرتاسه پسین در چینه‌های سنگی از قسمت داخلی غربی آمریکای شمالی نمایان می‌شوند. آنها برای اولین بار توسط Leo Lesquereux در سال ۱۸۷۶ بر اساس نمونه‌هایی از سازند بادام وایومینگ (عصر کمپانین اواخر) به عنوان پیستیا کروگاتا توصیف شدند. با این حال، بر اساس نمونه‌های کامل‌تر از سازند پارک دایناسور کامپانین در جنوب آلبرتا، کانادا، و مناطق دیگر، آنها به‌عنوان یک جنس جداگانه، کوبانیا، در درجه اول به دلیل تفاوت‌ها در مورفولوژی برگ، دوباره توصیف شدند. فسیل‌های جوان‌تر منتسب به چینه‌های پیستیا از طبقات ائوسن در جنوب شرقی ایالات متحده توصیف شده‌اند، و ۳۵۰ دانه فسیلی پیستیا سیبریکا از طبقات میوسن میانی منطقه فسترهالت در نزدیکی سیلکبورگ در مرکزی استان میتیولن، دانمارک توصیف شده‌اند. فسیل‌های این گونه نیز از الیگوسن و میوسن سیبری غربی و از میوسن کشور آلمان توصیف شده‌است.
نمونه ای از چینه های پیستیا از شبه جزیره فلوریدا با قدمت حداقل ۳۵۵۰ سال پیش از امروز، و همچنین گزارشی از گرده پیستیا اولیه هولوسن از دریاچه ای در فلوریدا، این ادعا را ایجاد کرده‌است که چینه پیستیا بومی جنوب شرقی ایالات متحده نیست.

## استفاده

### مصرف
در حالی که پستیا استراتیوتس خوراکی محسوب می‌شود، طعم مناسبی ندارد زیرا سرشار از کریستال‌های اگزالات کلسیم است که طعم تلخی و نامطلوبی دارند. با این وجود، سابقه‌هایی مبنی بر استفاده از این گیاه به عنوان غذای قحطی در هند در طول قحطی بزرگ ۱۸۶۷–۱۸۷۸ وجود دارد.
ساکنین منطقه هائوسا در نیجریه از خاکستر این گونه گیاه به دلیل غلظت بالای کلرید پتاسیم، یک نمک معدنی، به عنوان جایگزین نمک استفاده می‌کردند. این جایگزین نمک که «زاکانکاو» نیز نامیده می‌شود، درگذشته‌های دور از اهمیت بسیار زیادی برخوردار بوده، به‌ویژه زمانی که نمک وارداتی در دسترس نبود.
در هنگام مصرف چینه پسته احتیاط توصیه می‌شود، به این دلیل که این گونه گیاه بیش از حد تجمع دهنده است و می‌تواند فلزات سنگین سمی موجود در محیط خود را جذب و انباشته کند. وجود غلظت‌های بالای کریستال‌های اگزالات کلسیم در این گیاه می‌تواند باعث ایجاد نگرانی‌های سلامتی مانند مهار جذب مواد معدنی و سنگ‌های کلیه شود.
در کشور سنگاپور و منطقه جنوب چین، روستاییان پستیا استراتیوتس بیشتر به عنوان خوراک برای مصرف دام برای اردک‌ها و خوک‌ها رشد یا جمع‌آوری می‌شود. کاهو آبی نیز به دلیل محتوای بالای پروتئین خام، جایگزینی برای خوراک دام در کشور اندونزی محسوب می‌شود.

### درمان پزشکی
کاربردهای پزشکی گوناگونی از چینه پیستیا در سراسر مناطق آسیا و آفریقا وجود دارد. در نیجریه، برگ‌های خشک شده را به صورت پودر آماده می‌کنند و برای ضدعفونی روی زخم‌ها و زخم‌ها استفاده می‌کنند. استفاده مشابهی در طب سنتی هند وجود دارد، جایی که پودر برگ آن برای فوران سیفلیس و عفونت‌های پوستی استفاده می‌شود. در نیجریه و گامبیا، برگ در آب تزریق می‌شود تا چشم‌شویه‌ای برای درمان ورم ملتحمه آلرژیک ایجاد کند. شوینده چشم دارای اثر خنک‌کننده و ضد درد است؛ بنابراین، این گیاه را معمولاً در آفریقا «ترحم چشم» می‌نامند. علاوه بر این، برگ‌های پستیا استراتیوتس را می‌توان خاکستر کرد و در طب سنتی هند و نیجریه، از خاکستر آن در درمان عفونت‌های قارچی پوست سر استفاده می‌شود.

#### خواص دارویی
- خواص ضدالتهابی: استخراج برگ‌های P.stratiates باعث کاهش نفوذ دکل و دگرانولاسیون در واکنش‌های آلرژیک می‌شود و خاصیت ضد التهابی ارائه می‌دهد.[۴۲][۴۴] عصاره‌های اتانولی نیز با کاهش اختلالات التهابی مانند آرتریت و تب ارتباط مثبت دارند.[۴۵]
- خواص ضد قارچی: با استفاده رایج از Pistia استراتیوتس به عنوان یک درمان سنتی برای کرم‌های حلقوی، محققان عصاره متانولی P. استراتیوتس را بر روی قارچ‌های درماتوفیت آزمایش کرده‌اند. نتایج مطالعات فعالیت قارچ کشی قابل توجهی را بر روی T. rubrum , T. mentagrophytes و E. floccosum نشان داد.[۴۱]

### اصلاح محیط زیست
ویژگی جذب بالای کاهو آبی آن را به یک کاندید عالی برای جاذب‌های روغنی زیست تخریب پذیر در نشت نفت دریایی تبدیل می‌کند. به ویژه، برگ‌های چینه پستیا به دلیل سطح زیاد و آب گریزی می‌توانند مقادیر قابل توجهی هیدروکربن را جذب کنند.
به عنوان یک ابر انباشته کننده، استراتیوتس پستیا به عنوان یک کاندید بالقوه برای تصفیه خانه‌های فاضلاب مورد مطالعه قرار گرفته‌است. مشخص شده‌است که ریشه و برگ این گیاه مواد مغذی اضافی و فلزات سنگین مانند روی، کروم و کادمیوم را در آب‌های آلوده جذب می‌کند.
استراتیوت های پستیا را می‌توان در باغ‌های آبی کشت کرد تا شکوفایی جلبکی زیان‌بار و شرایط اوتروفیک را کاهش دهد. این گیاه قادر است رشد جلبک‌ها را با محدود کردن نفوذ نور در روی سطح آب و رقابت برای مواد مغذی با جذب قابل توجه فسفر و نیتروژن آمونیاک کنترل کند.